# DECT

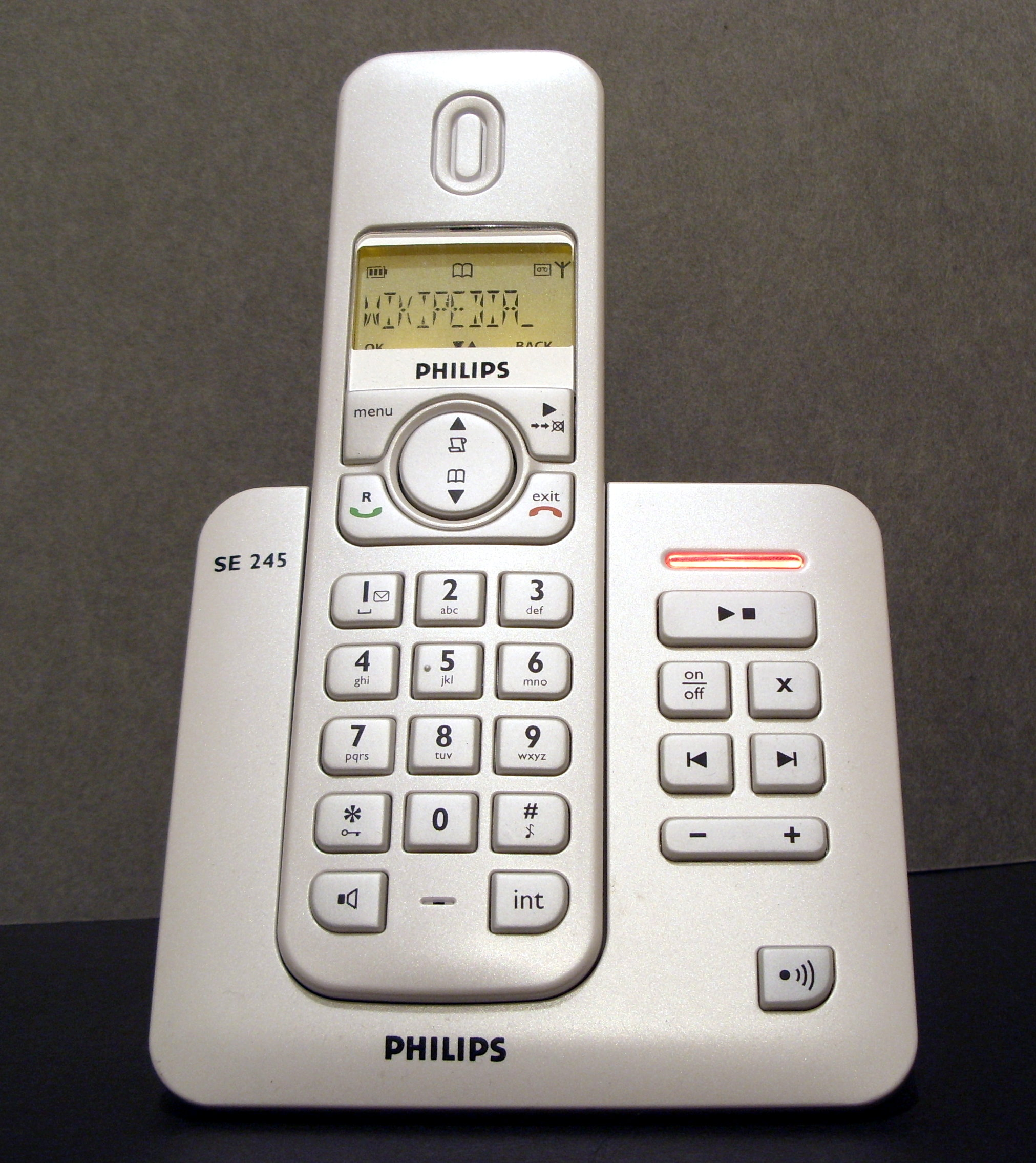
Telèfon DECT Philips SE245.

DECT (Digital Enhanced Cordless Telecommunications, telecomunicacions sense fils millorades digitalment) és un estàndard ETSI per telèfons sense fil digitals, comunament utilitzat per a propòsits domèstics o corporatius.
El DECT també pot ser utilitzat per transmissió de dades sense fil. DECT és com un dispositiu GSM. Una gran diferència entre ambdós sistemes és que el radi d'operació dels aparells DECT és fins a 600metres, mentre que els GSM de 2 a 10 quilòmetres. El DECT va ser desenvolupat per ETSI, però ha estat adoptat per diversos països arreu del món. El DECT és utilitzat en tots els països d'Europa, a més, és usat en la major part d'Àsia, Austràlia i Amèrica del Sud. Amèrica del Nord va estar fora dels límits del DECT durant un temps.